# Gregor Ziemer
 (février 2013).
Si vous disposez d'ouvrages ou d'articles de référence ou si vous connaissez des sites web de qualité traitant du thème abordé ici, merci de compléter l'article en donnant les références utiles à sa vérifiabilité et en les liant à la section « Notes et références ».
Gregor Ziemer Athalwin (24 mai 1899 - 19 août 1982) est un pédagogue et écrivain américain.

## Biographie
Correspondant, il a vécu en Allemagne de 1928 à 1939, période pendant laquelle il a été le directeur de l '« école américaine à Berlin ». Après avoir fui l'Allemagne, il retourne à Lake City, Minnesota, ville natale de sa femme Edna.
En novembre 1941, il est commentateur sur les affaires européennes à la station de radio WLW de Cincinnati. Plus tard, il retourne en Europe en tant que correspondant, embarqué cette fois avec la 3e armée du général George Patton.
Au procès de Nuremberg, il fait une déclaration sous serment. Un extrait d'un de ses livres, Education for death. The malking of the nazi, traitant de la société nazie en général et l'éducation des jeunes en particulier, est présenté par les procureurs.
Il a en effet écrit le livre, Education for death. The malking of the nazi, dont les studio Disney vont se servir de cette œuvre pour produire le court métrage, "Education for death".
Un manuscrit d'un livre sur l'histoire du ski nautique n'a été découvert que récemment dans les papiers Ziemer par l'un de ses éditeurs.

## Œuvres
On lui doit des ouvrages sur la société nazie : 
- L'éducation pour la mort.